# Winter Bathing in the West Indies
Winter Bathing in the West Indies è un cortometraggio muto del 1910 prodotto dalla Lubin. Il nome del regista non viene riportato nei credit del film, un documentario girato nelle Indie Occidentali, a Hog Island (l'attuale Paradise Island), nelle Bahamas.

## Trama
Trama di Moving Picture World synopsis in (EN)  su IMDb

## Produzione
Il film fu prodotto dalla Lubin Manufacturing Company.

## Distribuzione
Distribuito dalla Lubin Manufacturing Company, il film - un documentario di 71,6 metri - venne distribuito nelle sale statunitensi il 23 maggio 1910. Nelle proiezioni, veniva programmato con il sistema dello split reel, accorpato in un'unica bobina con un altro cortometraggio prodotto dalla Lubin, la commedia The Messenger Boy Magician.